# Liste des banques de Corée du Nord
Voici la liste des banques de Corée du Nord.

## Liste

### Banque centrale
- Banque centrale de la république populaire démocratique de Corée

### Banques locales
- Chinmyong Joint Bank
- Banque de coopération civile
- Daedong Credit Bank
- Daesong Bank
- Banque de commerce extérieur de la république populaire démocratique de Corée
- Kumgang Bank
- Koryo Commercial Bank
- Changgwang Credit Bank
- Yongaksan Bank
- Habyong Bank
- T’ongil Palchon Bank
- Koryo Credit Development Bank
- Rason International Commercial Bank
- Koryo Bank

### Banques à l'étranger
- Golden Star Bank (fermé en juin 2004)

## Banque nord-coréenne et chinoise
- Hwaryo bank, banque au capital chinois et nord-coréen spécialisée dans les échanges transfrontaliers[1]